# Botschaft der Vereinigten Staaten in Kiew

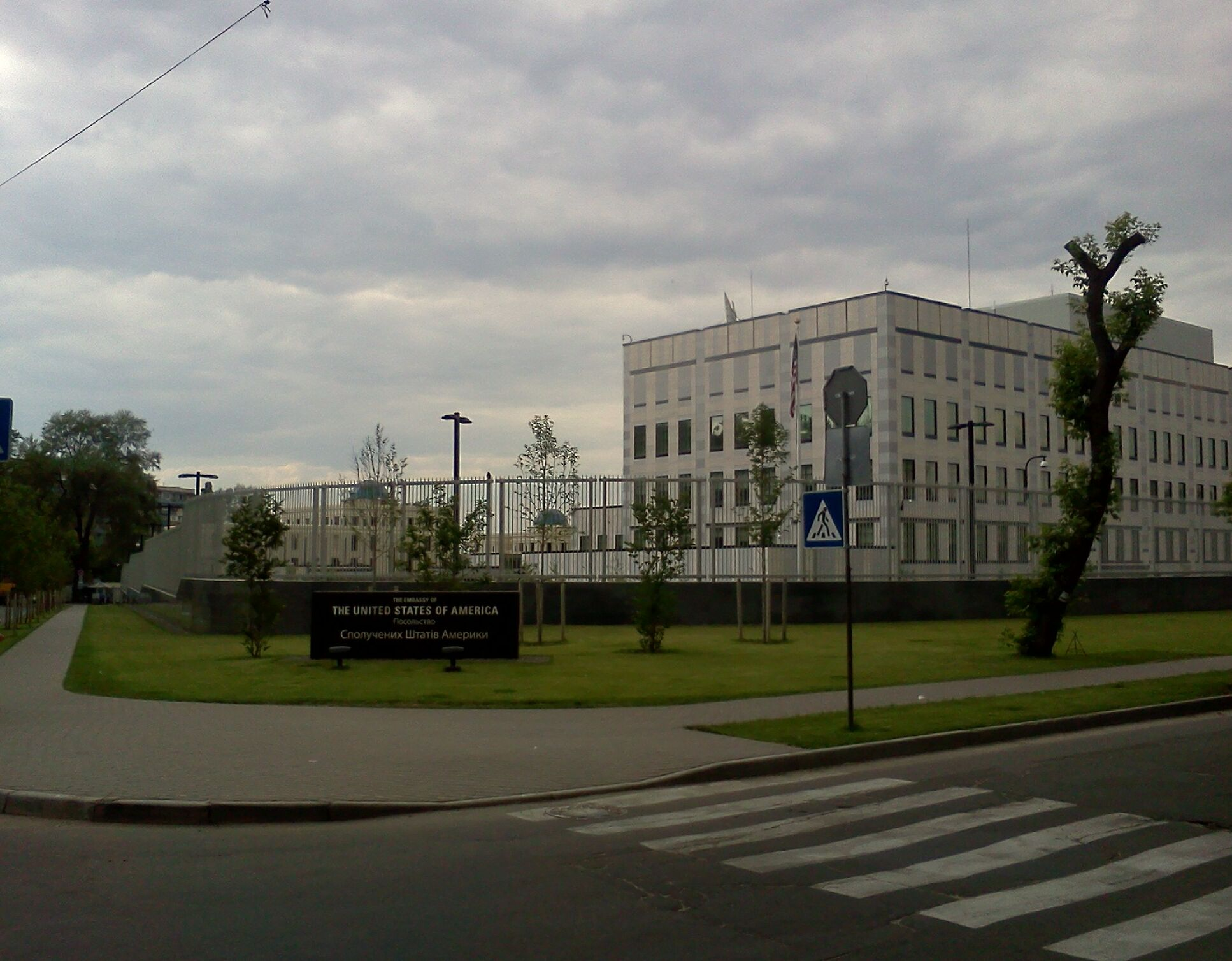
Amerikanische Botschaft Kiew (2012)

Die Botschaft der Vereinigten Staaten in Kiew ist der Sitz der diplomatischen Vertretung der Vereinigten Staaten von Amerika (USA) in der Ukraine.

## Geschichte
Die Vereinigten Staaten erkannten die Unabhängigkeit der Ukraine am 26. Dezember 1991 an. Die US-Botschaft in Kiew wurde am 23. Januar 1992 eröffnet und zunächst von Jon Gundersen als Geschäftsträger geleitet. Im Mai desselben Jahres nahm der erste offizielle Botschafter seine Arbeit auf.
Einige Tage vor Beginn des russischen Überfalls auf die Ukraine ordnete Außenminister Antony Blinken im Februar 2022 zum Schutz des Botschaftspersonals die Schließung und Verlegung der Botschaft nach Lwiw an. Die amtierende Botschafterin Kristina Kvien betonte, dass diese Verlegung vorübergehend sei. Am 18. Mai 2022 wurde die Botschaft (mit zunächst kleiner Besetzung) wiedereröffnet.

## Lage
Seit Januar 2012 liegt das neu erbaute Gebäude der US-Botschaft auf der Straße Awiakonstruktora Ihorja Sikorskoho (вул. Авіаконструктора Ігоря Сікорського) Nummer 4.

## Amerikanische Botschafter in der Ukraine
Kristina Kvien ist momentan als chargé d’affaires verantwortlich für die Botschaft. Zuvor war dies seit Juni 2019, ebenfalls als chargé d’affairs, William B. Taylor, nachdem die Botschafterin Marie L. Yovanovitch im Mai 2019, zwei Monate vor dem regulären Ende ihrer Amtszeit, als Botschafterin abberufen wurde.